# María Fiorentino
María Fiorentino (Rosario, 14 de mayo de 1950) es una actriz argentina de cine, teatro y televisión.

## Biografía
Única hija de un empleado del frigorífico Swift -y luego dirigente gremial- y una ama de casa. Se crio en una familia xeneize, pero ella misma acabó siendo hincha de Rosario Central. En sus palabras: "Soy canalla en todos los sentidos". Dice haber sido una buena estudiante secundaria, salvo por matemáticas, que jamás le gustaron y trató siempre de esquivarlas, aunque ahora tenga todos los libros de Adrián Paenza. Repitió cuarto año por llevarse tres materias a diciembre y darlas mal, y volver a darlas mal en marzo, cuando sin embargo, en otras oportunidades había llegado a rendir ocho materias bien en marzo. 
En 1972, a los 22 años, se mudó a Buenos Aires a estudiar teatro.
Su padre tuvo un ACV a los 48 años y debió jubilarse por invalidez, aunque la muerte le llegaría muchos años más tarde cuando, dos años después de ser atropellado por un auto -el mismo día en el que fuera atropellado Adrián Ghío- falleciera luego de una penosa agonía. Ella dijo: "Adrían Ghío murió poco después de su accidente, mi padre, lamentablemente sufrió dos largos años por algo que era irreversible". 
Cuando se muda a Buenos Aires, no le gusta. Pero progresivamente se enamora de la ciudad y de sus librerías y empieza a pensar que no regresaría más a Rosario. Empieza a estudiar teatro, pero trabaja en el sindicato de los empleados de la carne. Nunca imaginó que fuera a convertirse en actriz. Actúa en sótanos de modo vocacional. Pero pronto, la invitan a hacer una prueba con Roberto Durán, enfrentando esa prueba con gran miedo. Le preguntó sobre teatro, sobre géneros y ella muy nerviosa, hace que Durán le diga:
"María, yo ya la elegí para que usted sea el remplazo que necesitamos en esta obra, pero ahora, hagamos una prueba, porque si me equivoqué en mi elección, quiero que se ponga a ensayar prontamente, para solucionar mi error." Ese fue su comienzo, junto a Luis Brandoni.
Da clases con su grupo de trabajo Punto Crucial.

### Periodismo y escritura
En los años ochenta, Fiorentino trabajó como periodista.
- 1981-1983: redactora especial y columnista de las revistas Humor y Superhumor.[6]
- 1982: comentarista en el programa radial Toco madera, con Carlos Ulanovsky.
- 1983-1984: redactora especial de la revista Caras y Caretas.
- 1985: redactora del suplemento «Sociedad y Cultura» en la revista El Despertador.
- 1986-1989: redactora especial y columnista de la revista Playboy (en su edición argentina).
- 1987-1988: redactora especial y columnista de la revista Sex-Humor.
- 1997: redactora especial y columnista de su sección propia («Viajes Urbanos») en la revista La Maga.

Escribió para la revista Espacio para la Crítica e Investigación Teatral, dirigida por Eduardo Rovner.
En 1986 versionó textos de Leopoldo Marechal y Roberto Fontanarrosa, con los que ―combinados con textos propios― creó su unipersonal Piedras y huevos.
En 1996 compró los derechos de Frankie and Johnny (de Terrence McNally), y escribió una versión para su puesta posterior. Sin embargo, su intenso trabajo en la telenovela Gasoleros ―que la volvió famosa― le impidió continuar haciendo teatro.
En 1997, entusiasmada con la experiencia anterior, y a pedido del actor Pablo Echarri ―quien había comprado los derechos con intención de interpretarla―, versionó la obra Trampa mortal (de Ira Levin).
A mediados del año 2000, la editorial Homo Sapiens ―de Rosario― editó su primer libro de relatos, Frío de película, hambre de novela, donde mezcló cuentos, cartas y apuntes autobiográficos.

Yo escribo porque no puedo evitarlo. Creo en esa frase famosa: «Si viene la inspiración, lo bueno es que nos encuentre trabajando». Oscar Viale me enseñó que para escribir hace falta disciplina: «Hay que vestirse, peinarse como para ir a la oficina y escribir». Hace quince años, cuando estaba llevando el libro a la editorial, vivía pendiente de eso. Terminaba los ensayos y salía corriendo a mi casa a escribir. Sentía como una traición al teatro. Es que pongo mucho en el laburo: salvo un hombre a quien amar, no hay nada más lindo que trabajar.
María Fiorentino

En 2001 escribió una nota en la revista Veintitrés ―en esa época dirigida por el periodista Jorge Lanata― pero nunca le pagaron.
En 2006 escribió sobre sus experiencias como docente con su grupo de trabajo Punto Crucial.
Actualmente está haciendo un curso de dramaturgia con Mauricio Kartún.

## Filmografía

### Cine[2]
- 1984: Mirta, de Liniers a Estambul (también llamada Sentimientos), de Jorge Coscia y Guillermo Saura, con Emilia Mazer y Norberto Díaz.
- 1985: Tacos altos, de Sergio Renán; como Nélida.
- 1985: La ciudad oculta, de Osvaldo Andéchaga; como la Negra.

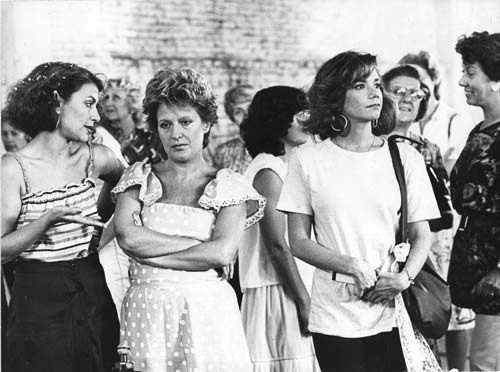
María Fiorentino con Tina Serrano y Ana María Picchio (Chechechela), en la película Chechechela, una chica de barrio (1986).

- 1986: Chechechela, una chica de barrio, de Bebe Kamin; como la amiga de Chechechela.
- 1987: El camino del sur, de Juan Bautista Stagnaro; como Signora/Maruja.
- 1988: Caminos del maíz (abandonada).
- 1989: DNI (La otra historia), de Luis Brunatti.
- 1989: Después del último tren (inédita), de Miguel Mirra.
- 1994: De amor y de sombra, de Betty Kaplan, con Antonio Banderas, Jennifer Connelly y Patricio Contreras; como Digna Ranquileo, la madre de la milagrosa Evangelina.
- 1997: Cenizas del paraíso, de Marcelo Piñeyro, con Héctor Alterio, Cecilia Roth y Leonardo Sbaraglia; como Hilda.
- 1999: El fueye (cortometraje), de Gustavo Macri.
- 2001: Lugares comunes, de Adolfo Aristarain; como Tutti Tudela.
- 2003: Soy tu aventura, de Néstor Montalbano, con Luis Aguilé, Diego Capusotto, Verónica Llinás, Jorge Marrale, Fabio Alberti; como Luisina.
- 2004: Los esclavos felices (la secta), de Gabriel Arbós y Alfredo Silleta; como Alicia, la madre de Laura.
- 2005: Maten a Perón Perón (documental), de Fernando Musante y Leonardo Nápoli.
- 2005 (estrenada en 2010): Matar a Videla, de Nicolás Capelli, con Emilia Attías; como la madre de Julián.
- 2009: Los condenados, de Isaki Lacuesta, con Bárbara Lennie, Daniel Fanego y Leonor Manso; como Vicky.[14]
- 2010: Boca de fresa, de Jorge Zima, con Érica Rivas, Rodrigo de la Serna y Roberto Carnaghi; como Lidia.
- 2011: Schafhaus, casa de ovejas, de Alberto Maslíah; como Georgina.
- 2014: El misterio de la felicidad; como Helena.
- 2019: Infierno grande; como Tía de María
- 2019: Vigilia en agosto

### Teatro[15]
- 1977: La cocina (de Arnold Wesker), dirigida por Jorge Hacker, presentada en Sala Planeta.
- 1979-1980: 1519 originario (versión libre de Todos los gatos son pardos de Carlos Fuentes), dirigida por Víctor Mayol; en Sala TPC.
- 1980-1981: Convivencia (de Oscar Viale, dirigida por Roberto Durán, con Luis Brandoni y Federico Luppi; gira nacional y temporada en Mar del Plata.[12]
- 1981: Woyzeck (de Georg Büchner, dirigida por Víctor Mayol, en la Sala Colonial).
- 1982: El malevaje estrañao (en el marco de Teatro Abierto, dirigida por Sergio Renán).
- 1982: Falta envido (de y con Roberto Ibáñez), dirigida por Raúl Serrano; en Sala del Centro.
- 1983-1984: Vincent y los cuervos (de Pacho O’Donnell), dirigida por Víctor Mayol, con Jorge Marrale; en Sala Catalinas.
- 1984-1985: ¡Moreira! (de Carlos Pais, Sergio De Cecco y Peñarol Méndez, dirigida por Boero, Correa y Bove; con Raúl Rizzo; en el Teatro Nacional Cervantes.
- 1985-1986: El argentinazo (versión de la novela homónima de Dalmiro Sáenz; dirigida por Francisco Javier) como actriz invitada por el grupo Los Volatineros; en el Teatro Nacional Cervantes.
- 1986-1989: Piedras y huevos (unipersonal sobre textos propios, de Roberto Fontanarrosa y Leopoldo Marechal, dirigida por Daniel Panaro). Este espectáculo, estrenado en 1986 en la entonces Gran Aldea de San Telmo, viajó invitado a los siguientes festivales:
  - 1986: Festival Latinoamericano de Teatro (Córdoba).
  - 1987: Festival Internacional de Teatro (La Habana, Cuba). Después de esta presentación, la actriz fue invitada a viajar a ese país a fines de dictar un seminario teatral, que no pudo concretar por sus compromisos profesionales).
  - 1990: Festival Latinoamericano de Teatro (Los Ángeles).
  - 1990: Festival Nacional de Teatro (Córdoba).
- 1989-1990: Las de Barranco (de Gregorio de Laferrère, con dirección de Carlos Carella, en el Auditorium de Mar del Plata).
- 1990-1991: Así es la vida (de Malfatti-Llanderas, con dirección de Enrique Carreras, en el Auditorium de Mar del Plata).
- 1992: Crónica de la caída de uno de los hombres de ella (de Daniel Veronese), dirigida por Omar Grasso; en el Teatro Municipal General San Martín.
- 1993: El médico a palos (de Molière), dirigida por Norberto Gonzalo; en el Teatro Nacional Cervantes.
- 1993: El tiempo y la habitación (de Botho Strauss), dirigida por Manuel Iedvabni; en el Teatro Nacional Cervantes.
- 1995: Por amor al Arlt (las dos obras Aguafuertes porteñas y El jorobadito, de Roberto Arlt, adaptadas y dirigidas por Ismael Hase); en el Teatro Municipal Presidente Alvear.
- 1995: Teatro con Darío Víttori, gira por Argentina.[12]
- 1996: Compañía (de Eduardo Rovner), dirigida por Ismael Hase; en la sala Cátulo Castillo.
- 1997: La señorita Elsa (de Arthur Schnitzler, en versión libre y dirigida por Susana Nova; en la Fundación Banco Patricios ―en el marco del Festival Internacional de Buenos Aires―.
- 1998: Queridas mías (de Beatriz Mosquera), dirigida por Julio Ordano; en el teatro Ateneo.
- 2001: Monólogos de la vagina (de Eve Ensler), dirigida por Lía Jelín. Con Gabriela Toscano y Carolina Peleritti; en el Complejo La Plaza. En la posterior temporada en Punta del Este, Cecilia Dopazo reemplazó a Carolini Peleritti.
- 2003: Como en un tango (escrita y dirigida por Beatriz Matar), con Rubén Stella; en el teatro Picadilly.
- 2003-2005: Justo en lo mejor de mi vida (de Alicia Muñoz), dirigida por Julio Baccaro, con Luis Brandoni; teatros Maipo, Metropolitan, Multiteatro y Corrientes.
- 2007-2008: Fetiche (escrita y dirigida por José María Muscari); en Teatro Sarmiento, Teatro Municipal General San Martín.
- 2009: Cabo Verde (escrita y dirigida por Gonzalo Demaría); en Ciudad Cultural Konex.
- 2009-2010: Marathon, de Ricardo Monti, dirigida por Villanueva Cosse, en el teatro Nacional Cervantes
- 2011-2013: Toc toc, de Laurent Baffie, dirigida por Lía Jelin, en el teatro Multiteatro, Neptuno (de Mar del Plata) y Multiteatro (de Mar del Plata).

### Televisión[16]
- 1982: Crecer con Papá, telenovela (Canal 13); como Frasca
- 1982: Las 24 horas (Canal 13).
- 1983: Compromiso (Canal 13).
- 1983: Pelito (Canal 13), telenovela.
- 1983-1985: El buscavidas (Canal 13).
- 1984: Así o asá (Canal 13).
- 1984: Cuatro hombres para Eva (Canal 11), telenovela.
- 1984: Dar el alma (Canal 9), telenovela, con Raúl Rizzo y Cecilia Maresca.
- 1984: Los especiales del 11 (Canal 11).
- 1984: Yolanda Luján (ATC), telenovela, con Verónica Castro y Víctor Laplace.
- 1984: Nono, Sisí (Canal 9), telecomedia.
- 1985: El verso de siempre (Canal 13).
- 1986: Amor prohibido (Canal 11), telenovela, con Verónica Castro.
- 1987: Vínculos (Canal 13).
- 1988: Las comedias de Darío Víttori (América 2).
- 1988: La fiesta (Canal 11), comedia.
- 1989: Hombres de ley (ATC).
- 1989: La bonita página (ATC).
- 1989: Yo fui testigo (Canal 13).
- 1990: Dalo por hecho (Canal 13).
- 1990-1991: Detective de señoras (Canal 13).
- 1991: Alta comedia (Canal 9).
- 1991: Regalo del cielo (Canal 9), telenovela; como Rosa
- 1992: Alta comedia, episodio: «Estación Libertad» (Canal 9).
- 1992: Alta comedia, episodio «Senderos cruzados» (Canal 9).
- 1992: Patear el tablero (Canal 9).
- 1993: Buena pata (Telefé).
- 1993: Cuenteros (ATC).
- 1993: Esos que dicen amarse (Canal 9), telenovela.
- 1993: Diosas y reinas (América 2), telenovela.
- 1994: Inconquistable corazón (Canal 9), telenovela.
- 1995-1996: Por siempre mujercitas (Canal 9), telenovela; como Renata.
- 1998-1999: Gasoleros (Canal 13), telenovela; como Felicidad, la tarotista.
- 2000: Agrandadytos, con Daddy Brieva.[17]
- 2001: Matrimonios y algo más (serie humorística de televisión), Azul TV.
- 2002: El sodero de mi vida (Canal 13), telenovela.
- 2003: Son amores (Canal 13), telenovela; como la madre de Anita.
- 2004: Panadería Los Felipe; como Sofía.
- 2005: Conflictos en red, episodio «Premiados» (Telefé).
- 2006: Montecristo (Telefé), telenovela; como María Solano
- 2006: Un cortado, historias de café (Canal 7).
- 2007: Los cuentos de Fontanarrosa (miniserie de televisión; episodio: «Mesa de tres patas» (por Canal 7), con Adriana Aizemberg, Gogó Andreu, Betiana Blum, Celina Font, Marilu Marini y Esmeralda Mitre; como Urbana.[18]
- 2008: Vidas robadas (Telefé), telenovela; como Mirta
- 2009: Sueños acribillados (documental).
- 2011: Vivo en Argentina (programa de interés general); como invitada.
- 2011: El pacto, como Laura, secretaria de Martínez de Hoz.
- 2011: Un año para recordar (Telefé), comedia; como Olivia.
- 2012: Antes de que sea tarde (serie de televisión).
- 2016: Fundación Huésped, Al borde (Canal 13), drama; como...
- 2019: Sandro de América, como una fan mayor de edad.

## Premios[13]
- 1989: premio Cóndor de Plata (otorgado por la Asociación de Críticos Cinematográficos) a la mejor actriz de reparto en cine en 1989, por su trabajo en la película Ciudad oculta.
- 1989: premio Camila Quiroga (otorgado por la revista especializada Sin Cortes) a la mejor actriz de reparto, por su trabajo en la película Ciudad oculta.
- 1991: premio Estrella de Mar a la mejor actriz de reparto, por su trabajo en el rol de Felicia en la obra Así es la vida.
- 1996: premio Florencio Sánchez (otorgado por la Casa del Teatro) por su trabajo en el rol de Ana en la obra Compañía.
- 1996: premio ACE a la mejor actriz protagónica de comedia, por su trabajo en el rol de Ana en la obra Compañía.
- 1998: premio Martín Fierro a la mejor actriz de reparto por su trabajo en el rol de Felicidad en la telecomedia Gasoleros
- 1998: premio Discepolín como personalidad destacada en la cultura nacional.
- 2004: nominada (como mejor actuación de reparto) al premio Estrella de Mar por su trabajo en la obra Justo en lo mejor de mi vida.
- 2006: premio Podestá (otorgado por el Senado de la Nación y por la Asociación Argentina de Actores) en reconocimiento a la trayectoria honorable.
- 2008: premio Arturo Jauretche (otorgado por el Instituto Superior de Estudios Dr. Arturo Jauretche) por como reconocimiento a su trabajo por la construcción de un pensamiento nacional y popular.
- 2012: premio Estrella de Mar como mejor actriz protagónica de comedia por Toc toc.
- Premio Florencio Sánchez (otorgado por la Asociación Argentina de Actores y el Honorable Senado de la Nación) a la trayectoria honorable.